# Jurangsapi
Jurangsapi is een bestuurslaag in het regentschap Bondowoso van de provincie Oost-Java, Indonesië. Jurangsapi telt 5430 inwoners (volkstelling 2010).